# حادثة حريق منى 1997
حريق منى، كان في 8 ذو الحجة 1417 هـ الموافق لـ 15 أبريل 1997م، تسببت اسطوانة تعمل بالغاز في اندلاع حريق هائل في مخيمات الحجاج في منى وأدت إلى مقتل 343 حاجا، وجرح أكثر من 1500 آخرين.